# Jorma Paavilainen
Jorma Paavilainen (* 5. April 1960) ist ein finnischer Schachspieler. Er ist ehemaliger Weltmeister im Lösen von Schachkompositionen und ehemaliges Mitglied der finnischen Nationalmannschaft im Partieschach. Im Februar 2001 wurde er Vorsitzender des finnischen Verbandes für Schachkomposition (Suomen Tehtäväniekat).

## Schachkomposition
1995 erhielt er den Titel Internationaler Meister im Lösen von Schachkompositionen, seit 1999 trägt er nach Pauli Perkonoja (1982) und Kari Valtonen (1984) als dritter Finne den Titel Großmeister im Lösen von Schachkompositionen der PCCC. 2001 gewann er die Weltmeisterschaft im Lösen von Schachkompositionen, die in Wageningen ausgetragen wurde. Er übernahm den Titel von Michel Caillaud und verlor ihn ein Jahr später an Piotr Murdzia. Bei der Weltmeisterschaft 2006 in Wageningen wurde er hinter Piotr Murdzia Zweiter. Mit 2520 Elo-Punkten liegt er auf dem 26. Platz der Löser-Weltrangliste (Stand: 1. Juli 2012). Seine bisher höchste Elo-Zahl war 2687, mit der er im Januar 2007 auf dem fünften Platz der Weltrangliste lag.
Auch im Komponieren hat er sich einen Namen gemacht. So erhielt er einen 1. Preis beim Whiskey-Turnier, das 1997 während einer FIDE-Tagung in Pula ausgetragen wurde. Die finnische Meisterschaft konnte er acht Mal gewinnen: 1998, 2000, 2001, 2005, 2007, 2008, 2010 und 2011. 2003 gewann er in ’s-Gravenwezel die offene belgische Meisterschaft.
|   | a | b | c | d | e | f | g | h |   |
| 8 |   |   |   |   |   |   |   |   | 8 |
| 7 |   |   |   |   |   |   |   |   | 7 |
| 6 |   |   |   |   |   |   |   |   | 6 |
| 5 |   |   |   |   |   |   |   |   | 5 |
| 4 |   |   |   |   |   |   |   |   | 4 |
| 3 |   |   |   |   |   |   |   |   | 3 |
| 2 |   |   |   |   |   |   |   |   | 2 |
| 1 |   |   |   |   |   |   |   |   | 1 |
|   | a | b | c | d | e | f | g | h |   |

Lösung:

Der Versuch, den schwarzen Freibauern sofort aufzuhalten, gelingt nicht:
1. Tf5–f1? Sc2–a3+ 2. Kb5–b6 Sa3–b1 3. e5–e6 a2–a1D 4. e6–e7 Da1–d4+ und Schwarz wird nicht verlieren. Deshalb wird zuvor die Stellung verbessert.

1. Tf5–g5+! Kg7–f7 Schlechter ist 1. … Kg7–h7 2. Tg5xh5+ Kh7–g7 3. Th5–g5+ Kg7–h7 4. Sg4–f6+ Kh7–h6 5. Tg5–g1 Sc2–a3+ 6. Kb5–b6 Sa3–b1 7. h4–h5 a2–a1D 8. Tg1–g6 matt

2. Sg4–h6+ Kf7–e6

3. Tg5–g1 a2–a1D Nun scheitert nach Sc2–a3+ 4. Kb5–c5 die Sperre Sa3–b1 an 5. d2–d4 a2–a1D 6. Tg1–g6 matt

4. Tg1xa1 Sc2xa1

5. Kb5–c4 Sa1–c2 Es drohte 6. Kc4–c3 mit Springerfang.

6. Kc4–d3 Sc2–d4

7. Kd3–e4 Sd4–c6

8. d2–d4 Sc6xd4 8. … Sc6xe5 9. d4–d5+! Ke6–f6 10. Sh6–g8+ Kf6–g7 11. Ke4xe5 gewinnt im Bauernendspiel.

9. Sh6–f7! Sd4–c6 9. Ke4xd4? patt

10. Sf7–g5 matt

## Partieschach
Für die finnische Nationalmannschaft spielte er 1983 bei der U26-Weltmeisterschaft in Chicago. Bei der U26-WM 1985 in Mendoza, Argentinien spielte er am vierten Brett mit einem positiven Ergebnis von 4,5 Punkten aus 8 Partien (+2 =5 −1), wobei ihm Remispartien gegen unter anderem Klaus Bischoff, Eduardas Rozentalis und Alejandro Hoffman gelangen. Beim Nordic Chess Cup im selben Jahr im finnischen Pohja spielte er am ersten Brett der zweiten finnischen Mannschaft. Mit dem südwestfinnischen Verein PSY Pori wurde er in der Saison 1986/87 finnischer Mannschaftsmeister, am vierten Brett spielend – am Spitzenbrett spielte Jouni Yrjölä. Seit 1998 spielte er keine Schachturniere mehr, sondern nahm nur noch regelmäßig in der finnischen 1. Liga an der Mannschaftsmeisterschaft teil. Hier spielte er zuletzt im November 2006. In der belgischen Mannschaftsmeisterschaft spielte er in den Jahren 1996 und 1997. Jorma Paavilainen trägt den Titel eines FIDE-Meisters. Seine aktuelle Elo-Zahl beträgt 2305 (Stand: Oktober 2014), er wird jedoch als inaktiv geführt, da er seit einer Partie in der fünften Runde der finnischen Champions League im November 2006 keine Elo-gewertete Partie mehr gespielt hat. Seine bisher höchste Elo-Zahl war 2340 von Juli 1994 bis Juni 1995.